# Giorgio Aportano
Giorgio Aportano (Wildeshausen, 1495 – Emden, 1530) è stato un umanista tedesco.
Docente di teologia a Zwolle, fu assunto nel 1518 da Edzardo I della Frisia orientale come precettore. Propugnò ardentemente il luteranesimo.